# Михал Белкамени
Михал Белкамени или Балкамени (на албански: Mihal Bellkameni, Mihal Ballkameni) е албански революционер, деец на Албанското възраждане в Османската империя, по-късно в независима Албания – виден журналист.

## Биография
Роден е в 1893 година в леринското арванитско село Бел камен, откъдето и носи името си. Вклюва се в албанското революционно движение срещу османската власт в четата на съселянина си Спиро Белкамени. В 1912 година с четата влиза в освободения Корча.
В новосъздадената албанска държава Михал Белкамени развива активна просветна дейност. Открива първото албанско вечерно училище. След това отваря албанско училище в Поградец и е директор на образователните институции в града. По-късно издава вестник „Шкъпери е Ре“ (Нова Албания), най-големия албански вестник през 30-те години на XX век.
След окупацията на Албания от Италия през септември 1939 година Белкамени подкрепя окупационните власти и става член на фашистката партия. След освобождението на страната през ноември 1944 година Белкамени е арестуван и затворен в Корча. По-късно е прехвърлен в Тирана, където е съден.
Убит е в затвора Бурел на 26 октомври 1948 година.
- Четата на Спиро Белкамени в 1903 г. Михал Белкамени е трети от ляво надясно
- Михал Белкамени (втори отпред отляво) и други революционери в Корча, 1912 г.
- Вестник „Шкъпери е Ре“